# Naundorf (Dippoldiswalde)

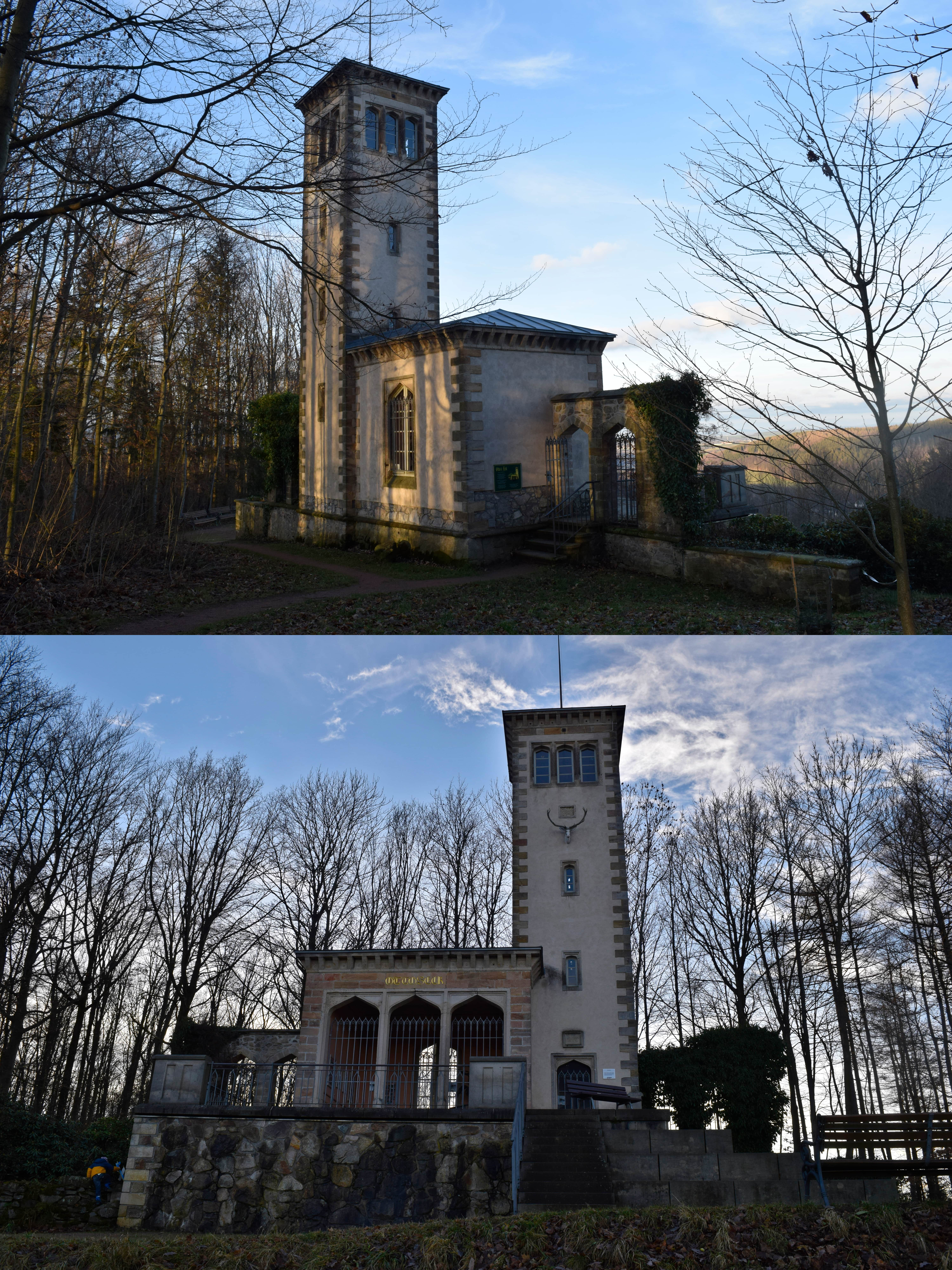
Aussichtsturm „Ottos Eck“ in Naundorf am Park

Naundorf ist ein Ortsteil der sächsischen Großen Kreisstadt Dippoldiswalde im Landkreis Sächsische Schweiz-Osterzgebirge.

## Geografie

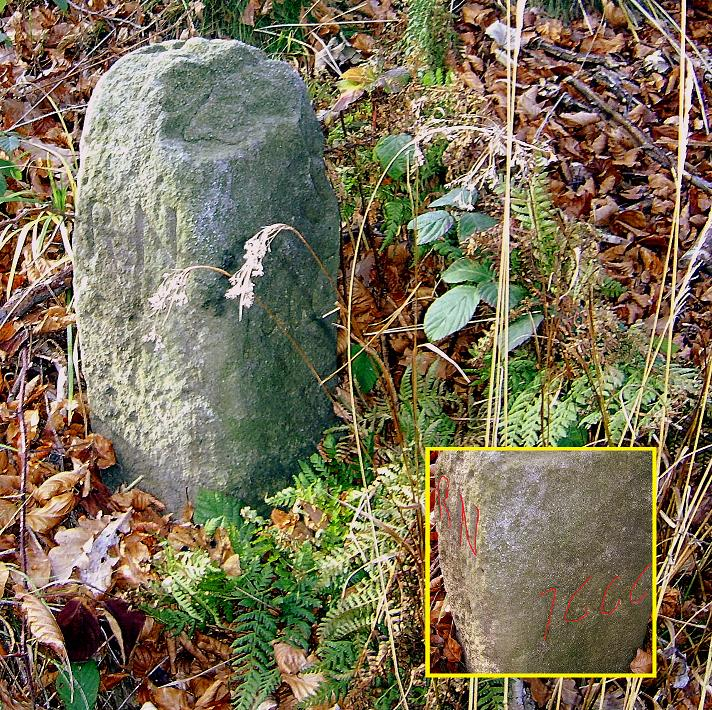
Grenzstein des Rittergutes Naundorf

Naundorf liegt etwa zwei Kilometer westlich von Schmiedeberg im Osterzgebirge. Die Bundesstraßen 170 und 171 führen an den Naundorfer Fluren vorbei.

### Nachbarorte
| Reichstädt  | Obercarsdorf                                | Schmiedeberg |
| Sadisdorf   | Kompassrose, die auf Nachbargemeinden zeigt | Schmiedeberg |
| Hennersdorf | Ammelsdorf                                  | Schmiedeberg |

## Geschichte

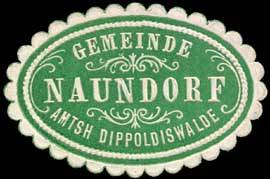
Siegelmarke der Gemeinde Naundorf

Das Waldhufendorf wurde 1404 erstmals als „Nuwindorff“ erwähnt und gliederte sich in einen oberen und einen unteren Ortsteil. Um 1548 war Naundorf zum Amt Pirna gehörig und besaß ein eigenes Rittergut im oberen Ortsteil, das auch die Grundherrschaft ausübte. Bis zur Aufhebung der Vasallenbergämter im Jahre 1851 hatte das Rittergut die niedere Berggerichtsbarkeit inne und unterhielt ein Bergamt. (Siehe: Schloss Naundorf).
1856 bis 1875 gehörte Naundorf dem Gerichtsamt Dippoldiswalde an, später der Amtshauptmannschaft Dippoldiswalde. 1900 betrug die Fläche der Gemarkung 496 Hektar. Die Bevölkerung Naundorfs teilte sich 1925 in 400 Evangelisch-lutherische Einwohner und acht Katholiken auf. Am 1. Juli 1950 wurde Naundorf nach Schmiedeberg eingemeindet und 1952 als dessen Ortsteil Teil des Kreises Dippoldiswalde, der 1994 in den Weißeritzkreis überging. Naundorf wurde im August 2008 Teil des aus dem Landkreis Sächsische Schweiz und dem Weißeritzkreis gebildeten Landkreises Sächsische Schweiz-Osterzgebirge. Seit dem 1. Januar 2014 gehört Naundorf durch die Eingemeindung von Schmiedeberg zu Dippoldiswalde.

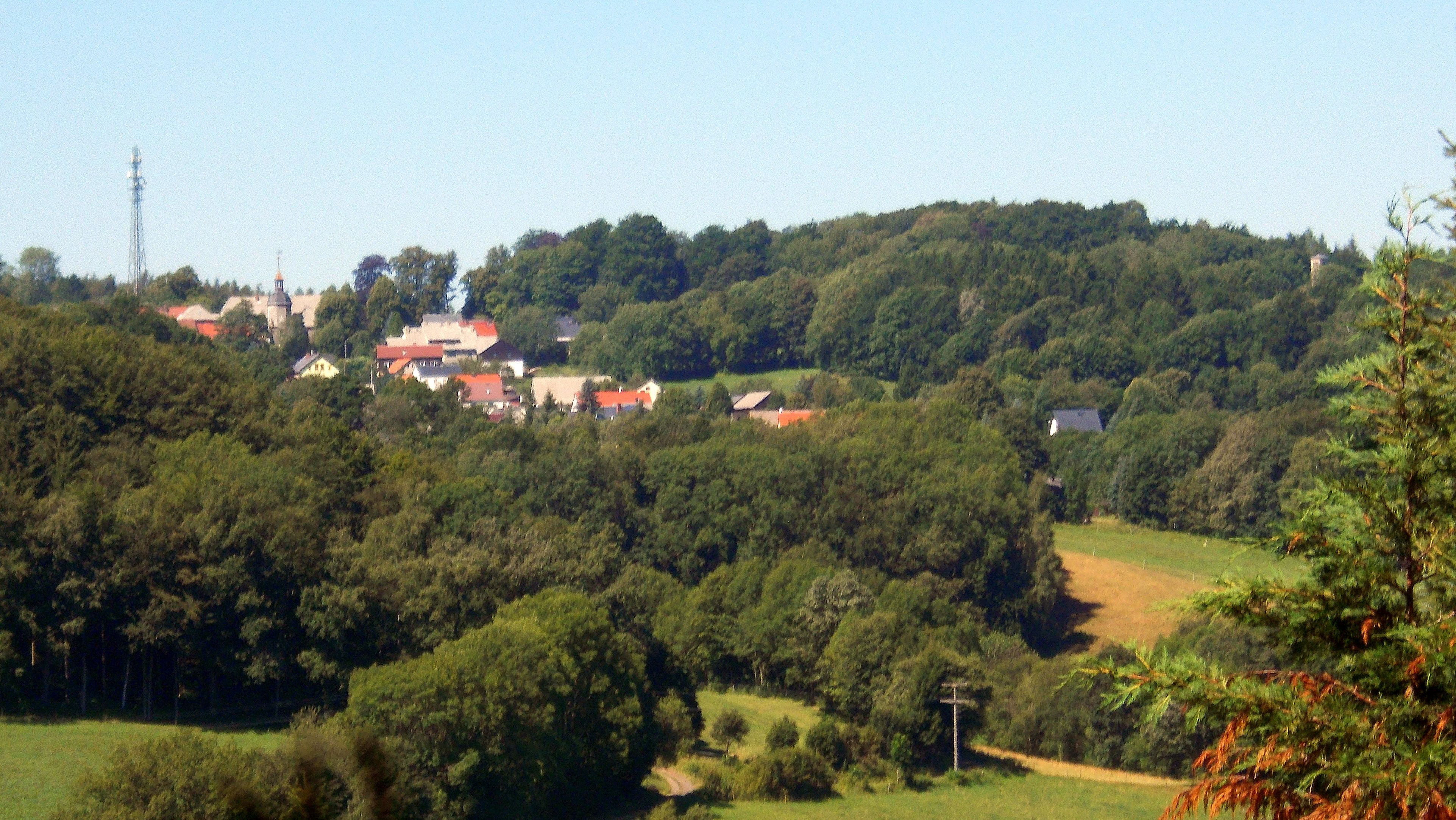
Blick auf Naundorf

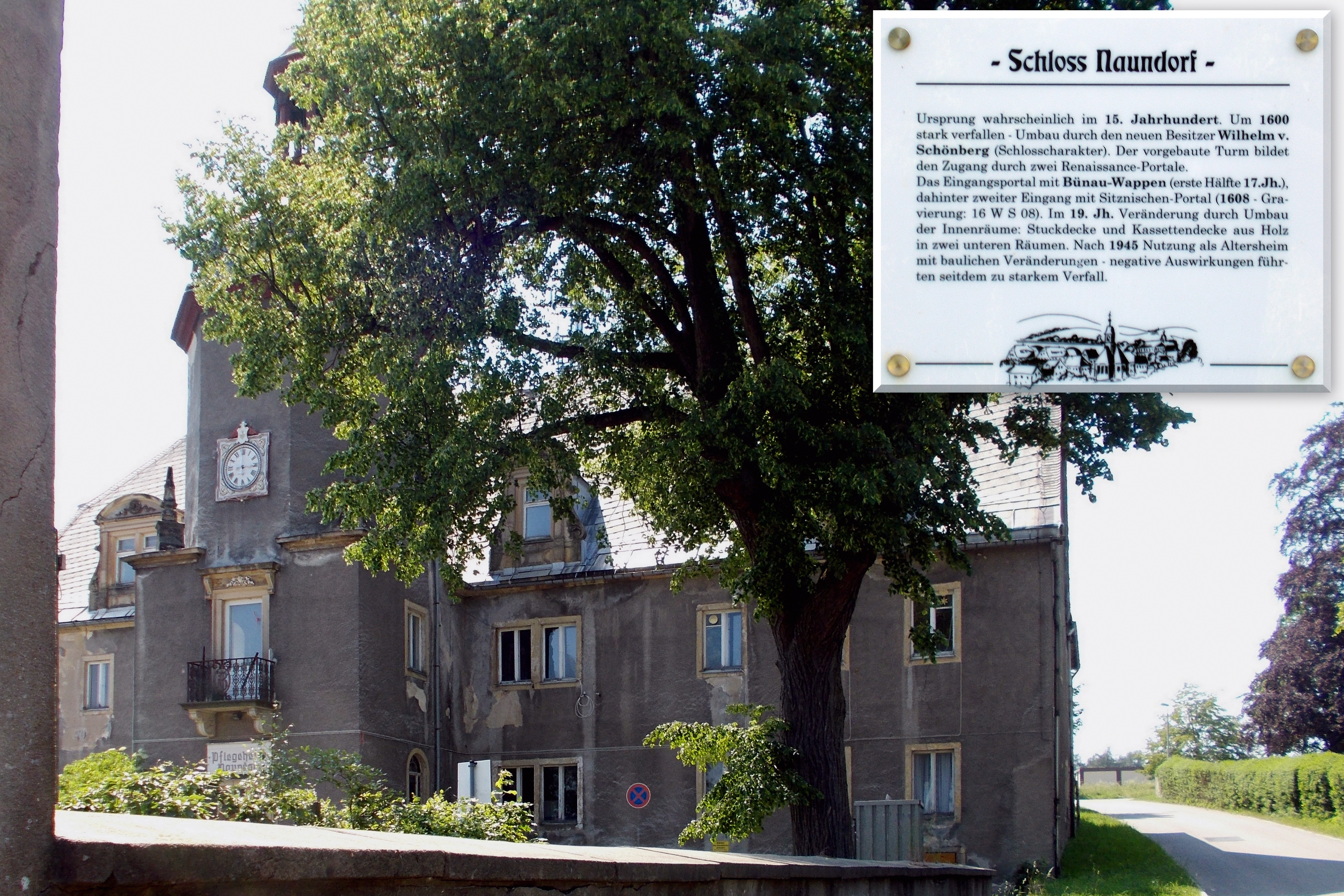
Schloss Naundorf

### Entwicklung der Einwohnerzahl
Entwicklung der Einwohnerzahl Naundorfs:
| Jahr | Einwohner                                 |
| ---- | ----------------------------------------- |
| 1551 | 11 besessene Mann, 4 Häusler, 33 Inwohner |
| 1764 | 7 besessene Mann, 11 Häusler              |
| 1834 | 224                                       |
| 1871 | 223                                       |
| 1890 | 269                                       |
| 1910 | 451                                       |
| 1925 | 417                                       |
| 1939 | 404                                       |
| 1946 | 513                                       |

| Jahr | Einwohner |
| ---- | --------- |
| 2006 | 742       |
| 2007 | 733       |
| 2008 | 728       |
| 2009 | 715       |
| 2010 | 685       |
| 2011 | 689       |
| 2012 | 669       |
| 2013 | 657       |
| 2014 | 657       |

| Jahr | Einwohner |
| ---- | --------- |
| 2020 | 541       |